# Scandale de l'information
 (septembre 2019).
Si vous disposez d'ouvrages ou d'articles de référence ou si vous connaissez des sites web de qualité traitant du thème abordé ici, merci de compléter l'article en donnant les références utiles à sa vérifiabilité et en les liant à la section « Notes et références ».

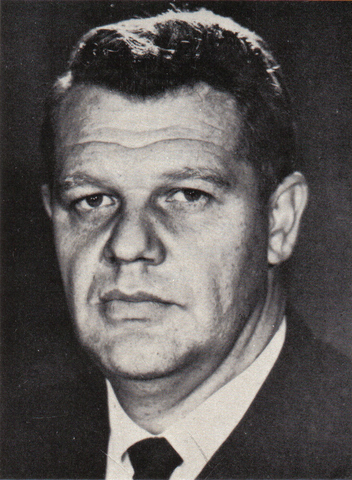
Connie Mulder.

Le scandale de l'information en Afrique du Sud aboutit en 1978 à la chute du Premier ministre de l'époque John Vorster.
Dans les années 1970, Connie Mulder, ministre de l'information de John Vorster, entreprend d'améliorer l'image de l'Afrique du Sud à l'étranger par des moyens modernes. Il tente une politique offensive pour améliorer l'image du gouvernement et de sa politique en tentant de convaincre ou d'acheter des médias occidentaux et divers groupes de pression.
Des fonds secrets sont octroyés dans le cadre du « plan Annemarie » par le Département sud-africain de l'Information. Un quotidien pro-gouvernemental en langue anglaise, The Citizen, est lancé ainsi que plusieurs actions de propagande à destination des pays étrangers.
Le train de vie excessif de certains intermédiaires dont Eschel Rhoodie finit par attirer l'attention, notamment des rivaux de Mulder, tel Pieter Botha.
Le scandale éclate en 1977 et aboutit un an plus tard à la démission de Vorster du poste de Premier ministre et oblige ce dernier à accepter, comme échappatoire, le poste honorifique de Président de la République.
La commission Erasmus, mise en place par Pieter Botha, démontre en 1979 les manquements de Mulder, notamment les irrégularités financières et les abus de pouvoirs de ses services, obligeant ce dernier à démissionner du gouvernement le 7 novembre 1978, du parlement en janvier 1979 ; Mulder sera enfin exclu du parti national alors que Vorster, éclaboussé par l'affaire, doit abandonner sa nouvelle fonction de Président de la République en juin 1979. En 1980, Pieter Botha, Premier ministre, obtient la démission du chef du Bureau de la sécurité d'état (B.O.S.S.) (en), Hendrik van der Bergh, dont les services étaient également impliqués dans le scandale.